# Zona vulcanica di Taupo

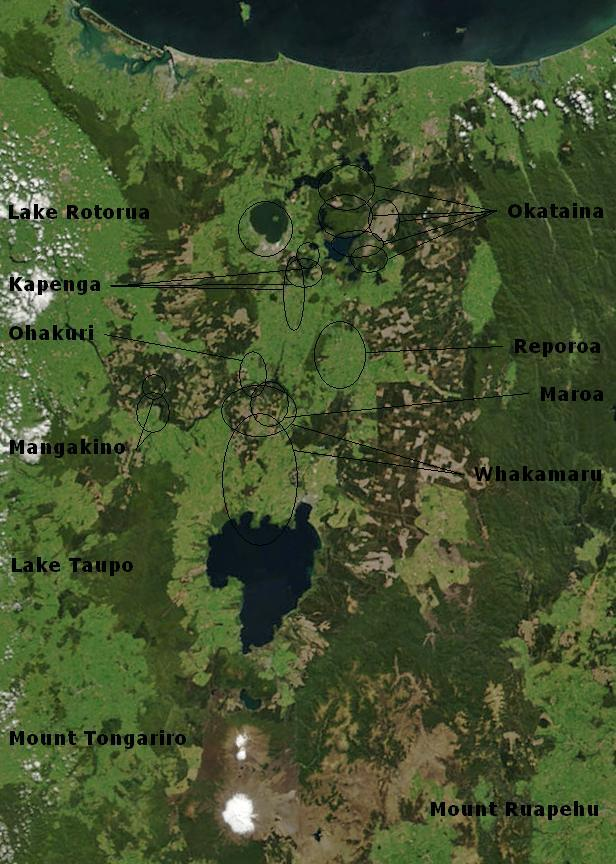
Vulcani e caldere occupate dall'acqua nella zona vulcanica di Taupo. Le città di Rotorua e Taupo di 80 km.

La zona vulcanica di Taupo è un'area vulcanica dell'Isola Nord della Nuova Zelanda, attiva negli ultimi 2 milioni di anni. Il limite sud-ovest è segnato dal monte Ruapehu, mentre l'arco vulcanico termina a nord-est al largo della baia dell'Abbondanza, passando per la caldera del lago Taupo, da cui prende il nome. Fa parte di un'area vulcanica più ampia che si estende fino alla penisola di Coromandel e che è rimasta attiva negli ultimi 4 milioni di anni.

## Attività vulcanica
Numerose bocche vulcaniche ed aree geotermiche si trovano nella zona vulcanica di Taupo; fra i quali i monti Ruapehu, Ngauruhoe e Whakaari sono quelli che eruttano più di frequente. La più grande eruzione che visto la zona dall'arrivo degli europei, è stata quella del Tarawera del 1886, nella quale più di 100 persone sono morte, anche se la maggiore eruzione in epoca storica sembra essere stata quella di Kaharoa che ha duramente colpito le prime popolazioni Maori verso l'anno 1300.
L'ultima grande eruzione del lago Taupo, la cosiddetta eruzione Hatepe, avvenne nell'anno181 d.C. L'eruzione prima svuotò il lago e in seguito il flusso piroclastico copri circa 20000 km² di cenere vulcanica. Nel Hou Han Shu, il libro degli Han posteriori, è stato registrato che la cenere vulcanica di quest'eruzione ricoprì il cielo cinese.
Nel 25 360 a.C, con l'eruzione di Oruanui, il Taupo ha eruttato 1 170 chilometri cubi di materiale vulcanico, seppellendo l'area centrale dell'Isola Nord sotto 200 m di ignimbrite. Si trattata della più recente eruzione che ha raggiunto VEI-8, il livello più alto dell'indice di esplosività vulcanica. L'attuale lago Taupo occupa la caldera creatasi durante questa gigantesca eruzione.
La caldera di Rotorua ha avuto la sua eruzione maggiore 240 000 anni fa ed è rimasta dormiente da allora, anche se il suo duomo di lava si è ricreato più volte negli ultimi 25 000 anni.

## Geologia
La zona vulcanica di Taupo è lunga circa 350 chilometri e larga 50 chilometri. Il Monte Ruapehu segna la sua estremità sud-occidentale, mentre Whakaari / White Island è considerato il suo limite nord-orientale. Costituisce una porzione meridionale del bacino di retroarco delle Lau, che si trova a ridosso della zona di subduzione delle Kermadec-Tonga.
La crosta terrestre sotto alla Zona vulcanica di Taupo è sottile, dato che è spessa 16 chilometri. Uno strato di magma di 50 km per 160 km si trova a 10 km dalla superficie. La storia geologica dell'area indica che numerosi vulcani eruttano poco frequentemente, seppur in modo violento. L'area è anche soggetta al fenomeno del rifting: la zona vulcanica di Taupo si sta estendendo nella direzione est-ovest al ritmo di circa 8 mm per anno.

## Vulcani e aree geotermali

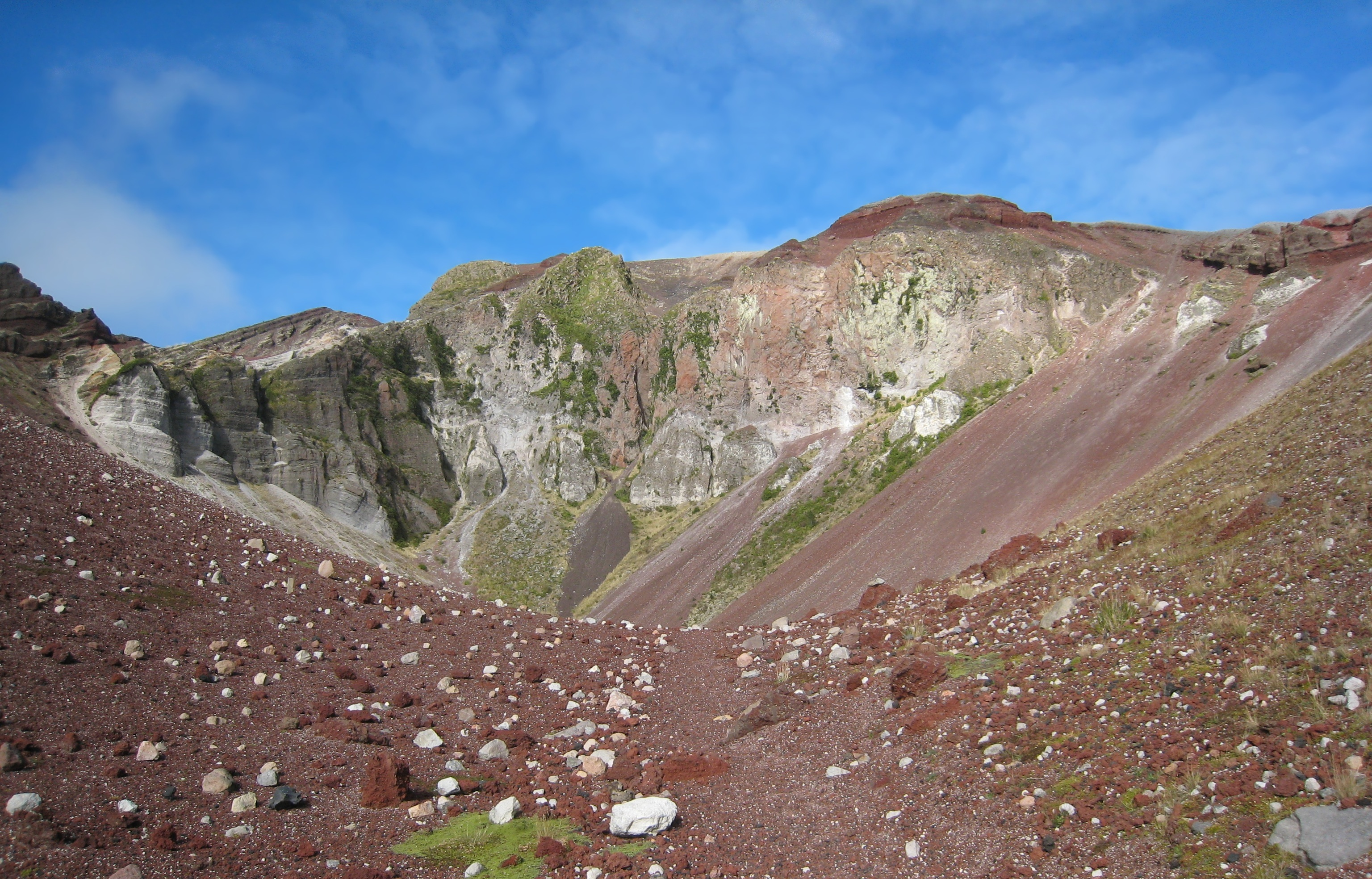
Il monte Tarawera.

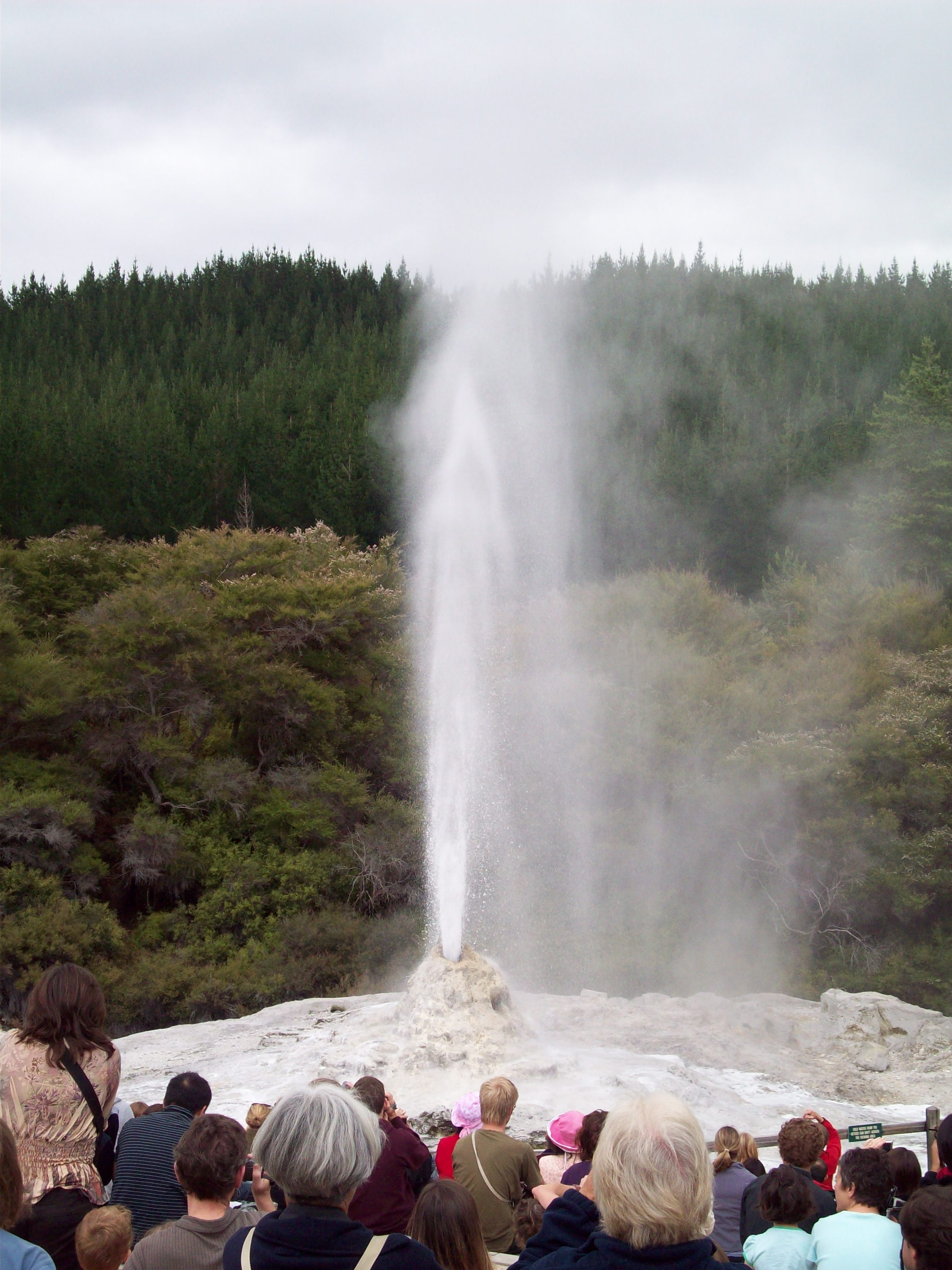
Geyser Lady Knox, nell'area geotermica di Waiotapu.

Le seguenti aree vulcaniche appartengono alla Zona vulcanica di Taupo:
Rotorua, Okataina, Maroa, Taupo, Tongariro and Mangakino.

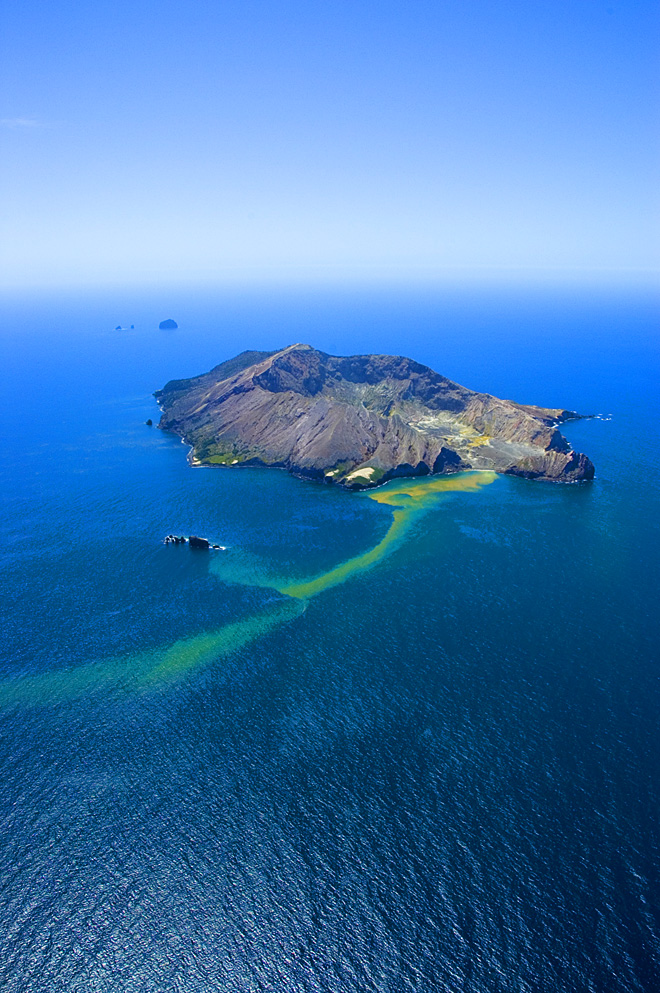
White island e i faraglioni di Te Paepae o Aotea.

Graben Whakatane – Baia dell'Abbondanza
- Vulcano sottomariano Whakatane 36°48′S 177°30′E
- Isola Tuhua 37°17′S 176°15′E
  - Lago Aroarotamahine
  - Lago Te Paritu
- Whale Island 37°51′S 176°59′E
- Whakaari/White Island 37°31′12″S 177°10′48″E
  - Te Paepae o Aotea
- Putauaki 38°06′S 176°48′E
- Campi geotermali
  - Kawerau Power Station 38.0631°S 176.7271°E

Centro vulcanico di Rotorua
- Rotorua, larghezza 22 km 38°04′48″S 176°16′12″E[14]
- Ngongotaha
- Laghi:
  - Lago Rotorua 38°04′48″S 176°16′12″E
    - Isola Mokoia 38°05′S 176°18′E
- Campi geotermali:
  - Tikitere
  - Whakarewarewa 38°09′44″S 176°15′23″E
    - Geyser Pohutu

  - Takeke

Centro vulcanico di Okatainai complessi di Haroharo e Tarawera hanno ristretto i laghi verso i margini esterni della caldera di Okataina. La baia di Okareka e il complesso vulcanico di Tarawera si trovano all'interno della caldera di Haroharo, che a sua volta è all'interno della struttura anulare di Okataina.
- Caldera di Okataina, 27 x 20 km 38°13′12″S 176°30′00″E[16]
  - Caldera Haroharo, 16x26 km[14]
    - Complesso vulcanico di Haroharo, lato nord del Okataina Volcanic Center
    - Monte Tarawera e complesso vulcanico di Tarawera 38°13′12″S 176°30′00″E
      - Sfiatatoio Okareka[17]

    - Okareka
- Caldera Rotoma[18]
- Laghi:
  - Lago Okataina 38°07′S 176°25′E
  - Lago Tarawera 38°12′S 176°27′E
  - Lago Rotokakahi (Green Lake) 38°13′S 176°20′E
  - Lago Tikitapu (Blue Lake) 38°12′S 176°20′E
  - Lago Okareka 38°10′S 176°22′E
  - Lago Rotomahana 38°16′S 176°27′E
  - Lago Rotoiti 38.039°S 176.4277°E
  - Lago Rotoma 38.0476°S 176.5878°E
  - Lago Rotoehu 38°01′S 176°32′E
- Campi geotermali:
  - Waimangu Volcanic Rift Valley 38°16′57″S 176°23′56″E

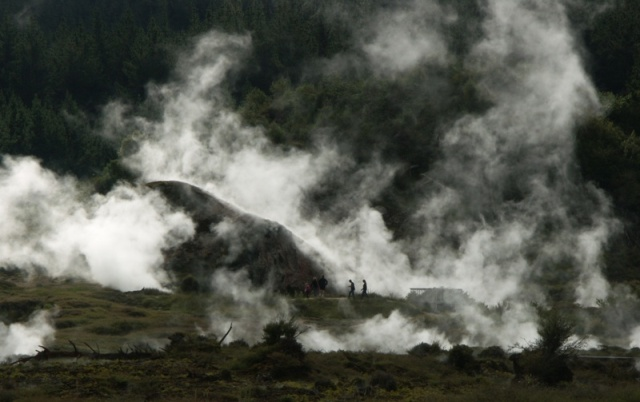
Area geotermale di Craters of the Moon.

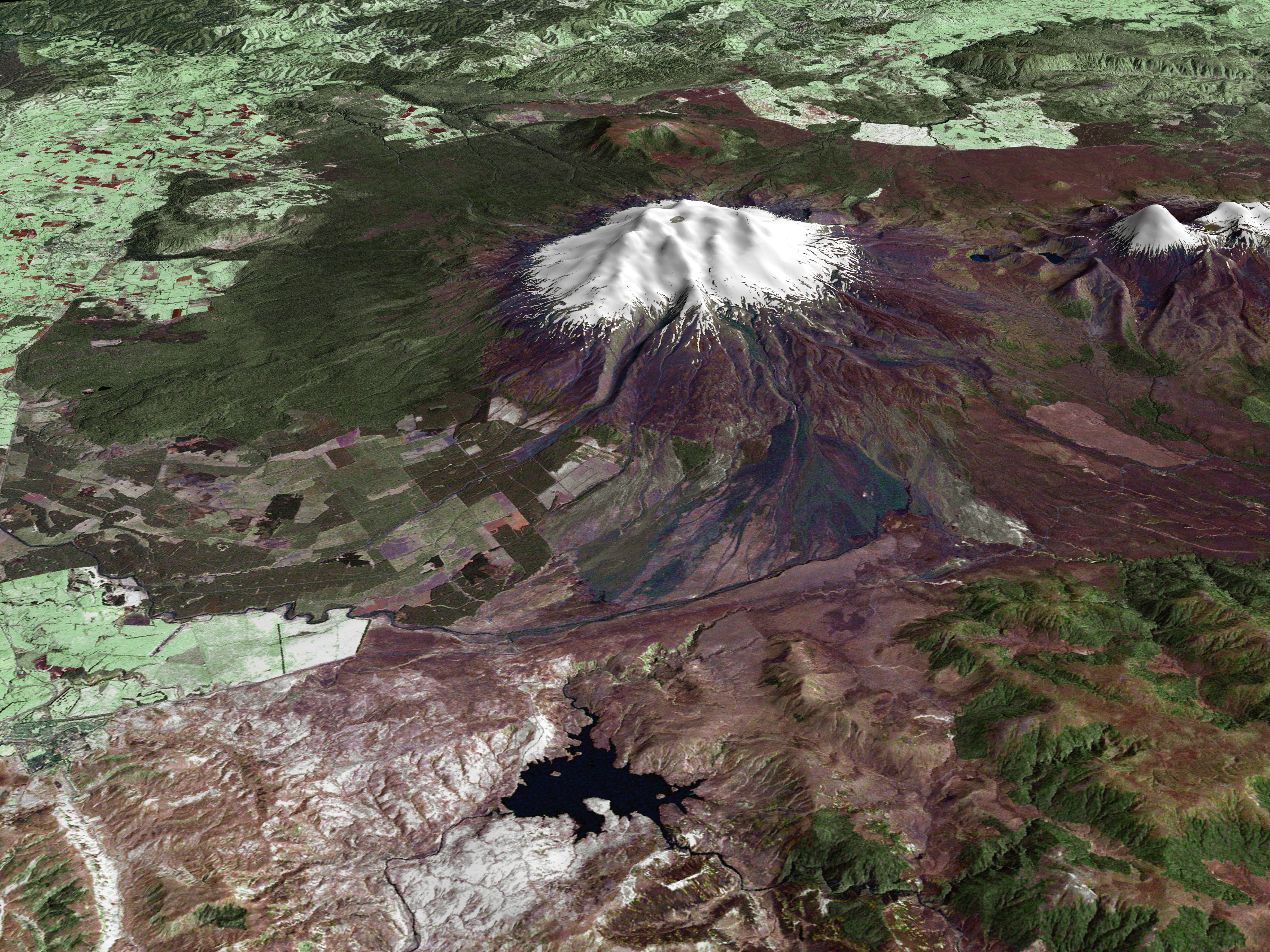
Immagine satellitare del monte Ruapehu

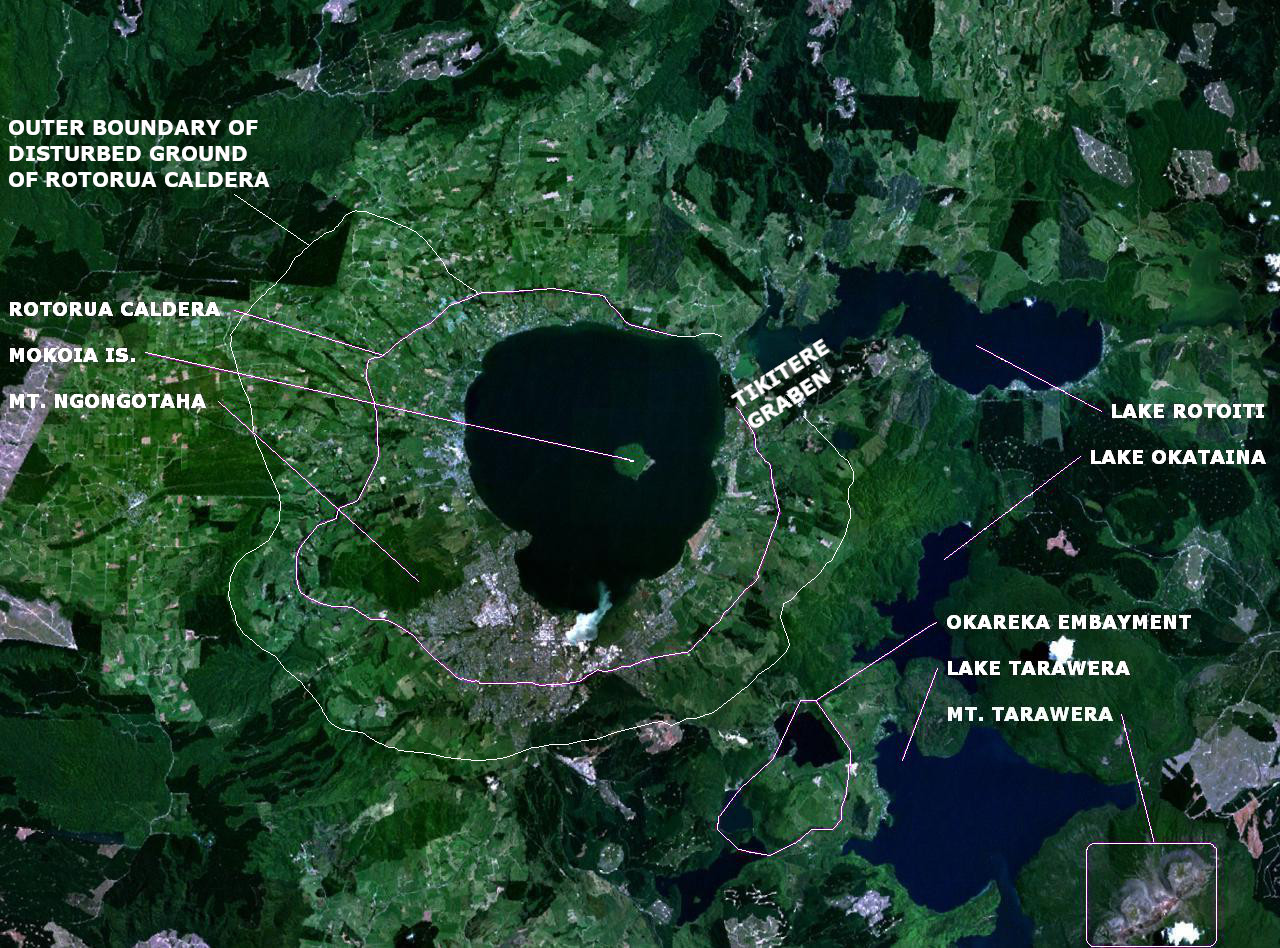
Immagine satellitare della caldera del lago Rotorua. Il monte Tarawera è nell'angolo in basso a destra.

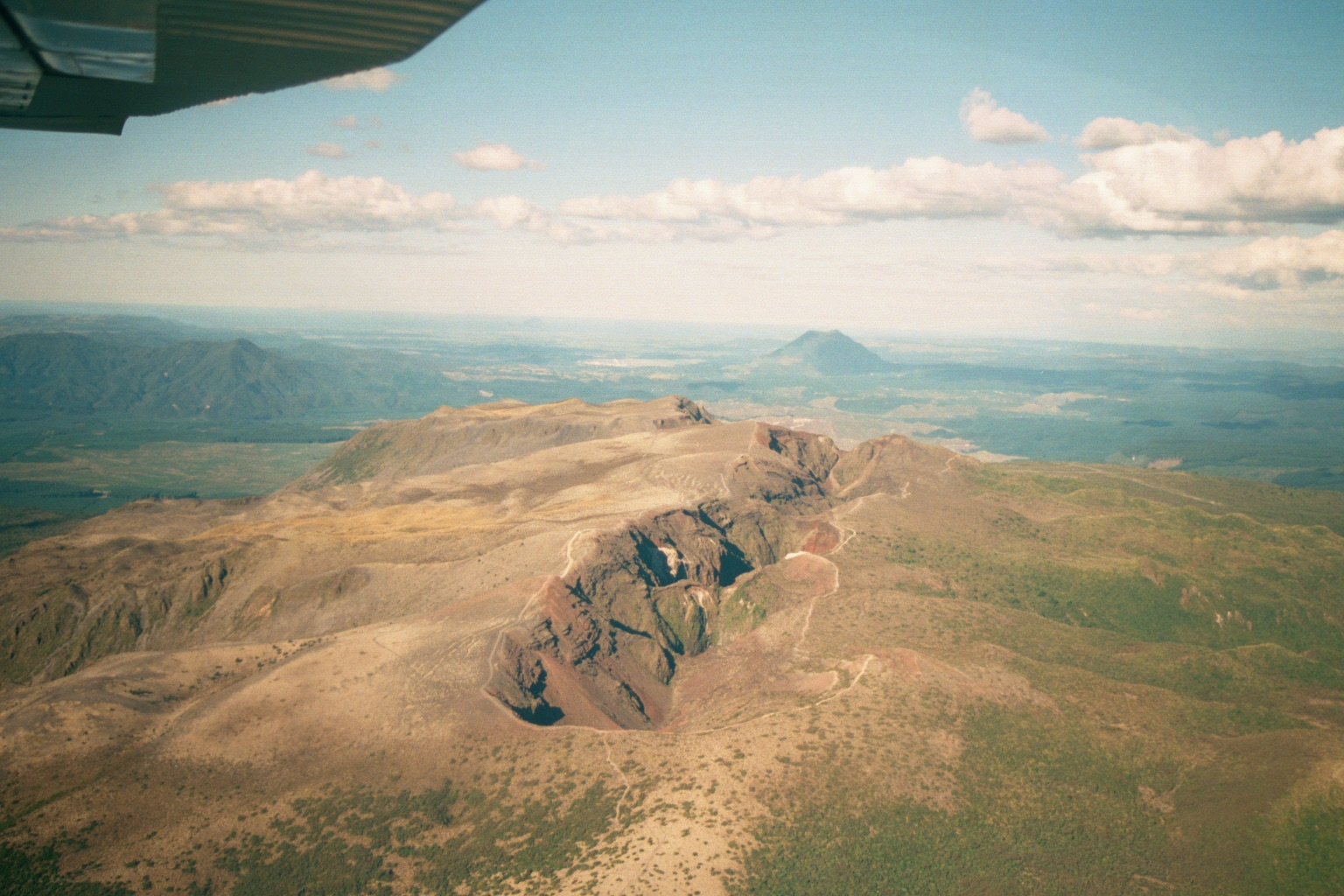
Lato S-O del monte Tarawera, il monte Edgecumbe sullo sfondo.

    - Geyser Waimangu
    - Lago Frying Pan

  - Rotoma

Centro vulcanico di Maroala caldera Maroa si è formata nell'angolo N-O della caldera Whakamaru, che si sovrappone parzialmente con la caldera del vulcano Taupo a sud.
- Caldera di Maroa 38°25′12″S 176°04′48″E[14]
- Caldera di Reporoa 38°25′S 176°20′E[14]
- Caldera di Whakamaru[14]
- Campi geotermali:
  - Waiotapu 38°21′34″S 176°22′11″E
  - Wairakei 38.626686°S 176.103491°E
    - Craters of the Moon (Karapiti)

  - Orakei Korako 38°28′24″S 176°08′54″E
  - Ngatamariki
  - Rotokaua
  - Ohaaki Power Station 38.527°S 176.292°E

Centro vulcanico di Taupo
- Caldera di Taupo, larga circa 35 km 38°49′12″S 176°00′00″E[14]
  - Monte Tauhara
- Ben Lomond duomo di riolite 38°35.7′S 175°57.2′E
- Laghi:
  - Lago Taupo 38°49′12″S 176°00′00″E
    - Horomatangi Reefs
    - isola Motutaiko
- Campi geotermali:
  - Tauhara-Taupo

Centro vulcanico di Tongariroil lago Taupo, il Kakaramea, Pihanga, Tongariro e Ruapehu sono allineati lungo la faglia principale.
- Kakaramea
- Pihanga 39°02′28.75″S 175°46′07″E
- Monte Tongariro e il complesso vulcanico di Tongariro 39°08′S 175°39′E
  - Monte Ngauruhoe, bocca principale del Tongariro 39°09′24.6″S 175°37′55.8″E
  - Laghi vulcanici Tama, bocca principale del Tongariro
    - Tama superiore 39.1854°S 175.6223°E
    - Tama inferiore 39.2025°S 175.6068°E
- Monte Ruapehu 39°10′48″S 175°21′00″E
  - Hauhungatahi 39°13′48″S 175°26′24″E
- Laghi:
  - Lago Rotoaira 39.0545°S 175.7143°E
  - Lago Rotopounamu 39.0267°S 175.7382°E
- Campi geotermali:
  - Fonti Ketetahi

Centro vulcanico di Mangakinoil centro vulcanico di Mangakino è la caldera più antica della zona vulcanica di Taupo.
- Lago artificiale Maraetai

 
 
 
 
La zona include i graben Whakatane, Ngakuru e Ruapehu.